# Keizerspoort

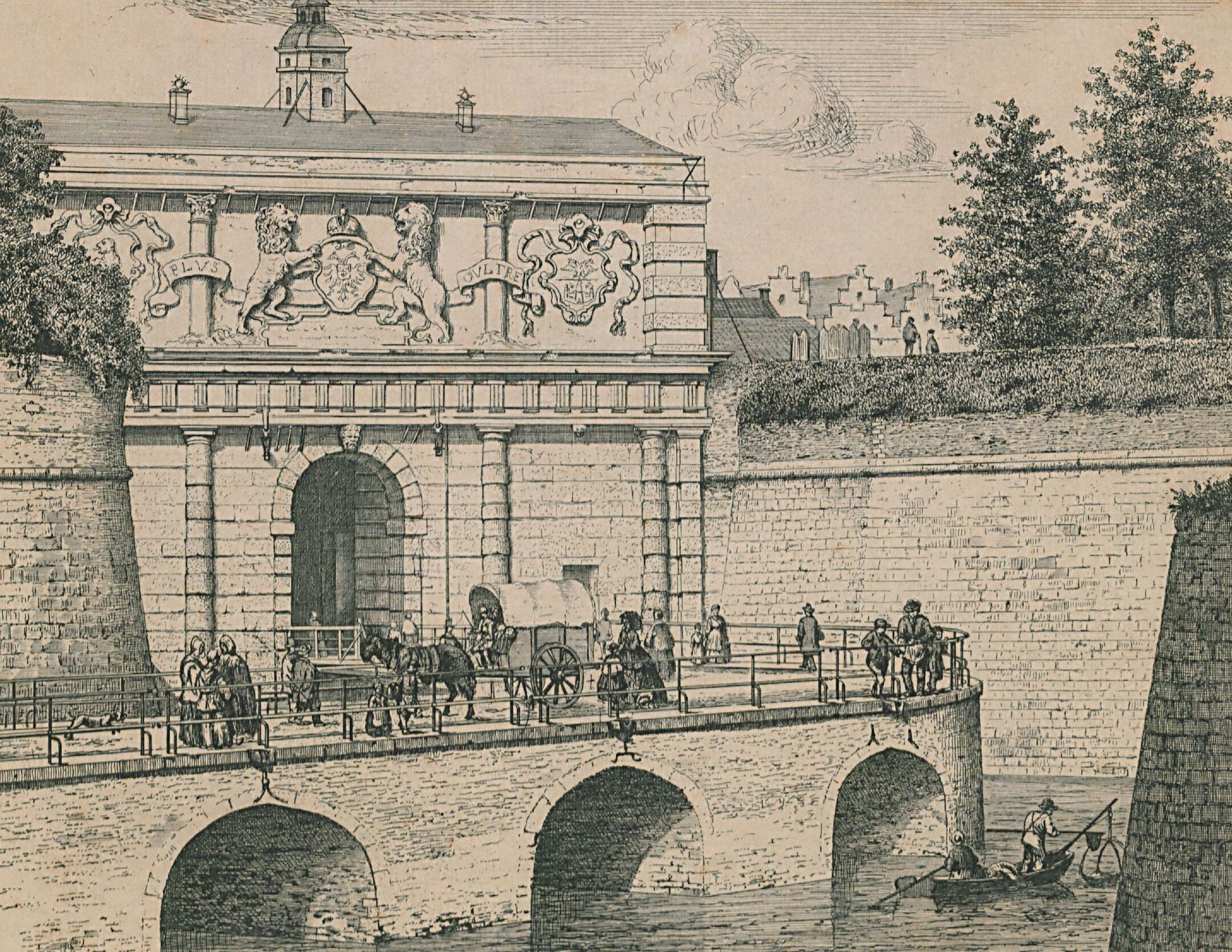
De Sint-Joris- ofwel Keizerspoort

De Keizerspoort, oorspronkelijk Sint-Jorispoort genoemd, was een 16e-eeuwse ceremoniële stadspoort in Antwerpen. Het werd beveiligd door de Keizersbastion, een van de negen bastions in de Spaanse omwalling. De poort is een monumentale poort in Noord-Italiaanse Renaissancestijl. Het droeg een fries met het wapenschild en de lijfspreuk ‘Plus Oultre’ van Keizer Karel V. De oorspronkelijke naam, Sint-Jorispoort, werd veranderd naar Keizerspoort nadat Keizer Karel in 1545 gedurende een plechtigheid door deze poort gereden had.
De poort werd in de jaren 1860 gesloopt. Bij aanvang van de 21e eeuw werden restanten teruggevonden tijdens opgravingen op de Leopoldplaats. In 2003 werd ook het gelijknamige bastion blootgelegd in de middenberm van de Frankrijklei.